# Saint-Jean-Poutge
Saint-Jean-Poutge – miejscowość i gmina we Francji, w regionie Oksytania, w departamencie Gers.
Według danych na rok 1990 gminę zamieszkiwały 283 osoby, a gęstość zaludnienia wynosiła 26 osób/km² (wśród 3020 gmin regionu Midi-Pireneje Saint-Jean-Poutge plasuje się na 783. miejscu pod względem liczby ludności, natomiast pod względem powierzchni na miejscu 1024.).